# Marilyn a les yeux noirs
Pour plus de détails, voir Fiche technique et Distribution.
Marilyn a les yeux noirs (Marilyn ha gli occhi neri) est une comédie dramatique italienne réalisée par Simone Godano et sortie en 2021.

## Synopsis
Clara Pagani, mythomane, et Diego, névrosé, font partie d'un centre de jour de réadaptation pour personnes perturbées. Ils sont pris en charge par le psychiatre Paris, qui ne cesse de les inciter à faire entrer l'extérieur (la réalité) à l'intérieur (leur monde). À cette fin, il invite d'abord les personnes âgées du quartier à déjeuner à l'atelier de cuisine, où Diego leur prépare à manger, tout en respectant sa philosophie : un seul plat est cuisiné.
Clara, à cause de ses troubles, publie sur les réseaux sociaux de fausses critiques sur un nouveau restaurant, le Monroe, et en informe Diego, qui décide de transformer le centre en restaurant, également pour tenter de retrouver sa relation avec sa fille, dont la garde exclusive a été confiée à son ex-femme.
Clara, d'abord réticente, accepte et les autres patients du centre sont également impliqués dans le projet : Sosia, qui est convaincue que tous les gens sont des sosies parce que le vrai moi est ailleurs, Susanna, qui souffre du syndrome de Gilles de la Tourette, Chip, qui se croit espionné, et Gina, une jeune fille souffrant de troubles relationnels.
Étonnamment, l'ouverture du restaurant se fait à guichets fermés, les clients étant attirés à la fois par les fausses critiques sur le restaurant et par le spectacle du personnel en service. Lors d'une soirée où la fille de Diego est également présente, Clara l'embrasse mais il la repousse, la jeune fille déçue sème la panique dans le restaurant où la police était entre-temps arrivée pour vérifier que le restaurant était bien légal.
Les deux patients, arrêtés, sont ensuite relâchés grâce à l'intercession de Paris qui, cependant, éloigne Clara du centre. Diego, quant à lui, reçoit des offres d'emploi dans des restaurants de luxe mais n'est pas satisfait car il sent qu'il lui manque toujours quelque chose, à savoir son amie Clara qui l'a toujours apprécié malgré ses défauts.
Diego se rend alors chez la jeune fille et lui avoue son amour, puis ils s'embrassent.

## Fiche technique
- Titre français : Marilyn a les yeux noirs[1]
- Titre original italien : Marilyn ha gli occhi neri[2]
- Réalisateur : Simone Godano
- Scénario : Giulia Steigerwalt
- Photographie : Matteo Carlesimo
- Montage : Gianni Vezzosi
- Musique : Andrea Farri (it)
- Décors : Tonino Zera (it)
- Production : Matteo Rovere
- Sociétés de production : Groenlandia, Rai Cinema
- Pays de production :  Italie
- Langue originale : italien
- Format : couleurs - 2,39:1
- Durée : 112 minutes
- Genre : comédie dramatique, comédie romantique
- Dates de sortie :
  - Italie : 2 octobre 2021 (Festival du film de Bari) ; 14 octobre 2021 (sortie nationale)
  - France : 15 mars 2022 (vidéo à la demande)

## Distribution
- Stefano Accorsi : Diego
- Miriam Leone : Clara Pagani
- Thomas Trabacchi : Paris
- Mariano Pirrello : Sosia
- Orietta Notari : Susanna
- Marco Messeri : Aldo
- Andrea Di Casa : Chip
- Ariella Reggio : Adélaïde
- Valentina Oteri : Gina